# 코라이돈
코라이돈은 포켓몬스터 9세대 스칼렛∙바이올렛에 첫 등장한 격투 드래곤 타입 전설의 포켓몬이다.